# Dzielnica II Grzegórzki

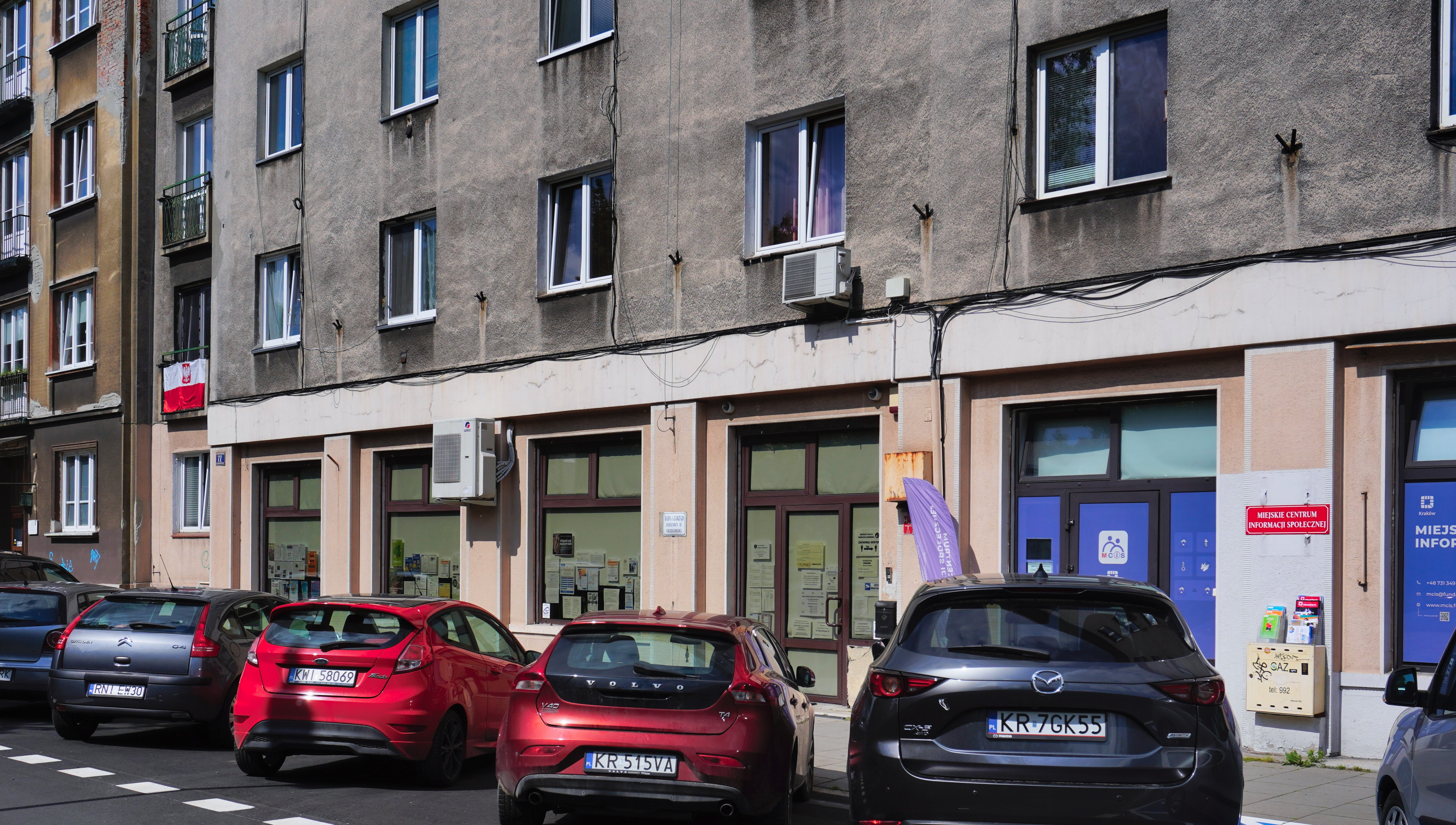
Siedziba urzędu Dzielnicy II Grzegórzki w Krakowie przy al. Daszyńskiego 22

Dzielnica II Grzegórzki – dzielnica, jednostka pomocnicza gminy miejskiej Kraków. Nazwa pochodzi od wsi Grzegórzki, włączonej w 1910 roku w granice miasta. Do 1990 roku w dzielnicy Śródmieście. Przewodniczącą Rady i Zarządu Dzielnicy II Grzegórzki w IX kadencji 2023–2028 jest Monika Firlej

## Siedziba zarządu
Aleja Ignacego Daszyńskiego 22, 31-537 Kraków

## Demografia
| Rok  | Stan na koniec roku | Uwagi              |
| ---- | ------------------- | ------------------ |
| 2004 | 32.945              |                    |
| 2005 | 32.438              |                    |
| 2006 | 33.053              |                    |
| 2007 | 30.753              |                    |
| 2008 | b/d                 |                    |
| 2009 | 30.366              |                    |
| 2010 | b/d                 |                    |
| 2011 | 30.075              |                    |
| 2012 | 29.468              | stan na 21.02.2012 |
| 2013 | 29.367              | stan na 14.05.2013 |
| 2013 | 29.247              |                    |
| 2014 | 29.230              |                    |
| 2015 | 29.022              |                    |
| 2016 | 28.960              |                    |
| 2018 | 29.032              | stan na 06.01.2018 |
| 2018 | 29.474              |                    |
| 2019 | 29.741              |                    |
| 2020 | 29.821              |                    |
| 2021 | 29.740              |                    |
| 2022 | 29.600              |                    |
| 2023 | 29.570              |                    |

## Osiedla i zwyczajowe jednostki urbanistyczne
- Dąbie
- Grzegórzki
- Olsza
- Osiedle Oficerskie
- Wesoła

## Granice dzielnicy
- z Dzielnicą XIII graniczy na odcinku – od ujścia rzeki Białuchy do rzeki Wisły w kierunku zachodnim środkiem rzeki Wisły do przecięcia z linią kolejową Kraków – Tarnów,
- z Dzielnicą I graniczy na odcinku – od skrzyżowania linii kolejowej Kraków – Tarnów z rzeką Wisłą na północ zachodnią stroną linii kolejowej Kraków – Tarnów do skrzyżowania z ul. Lubicz, dalej w kierunku wschodnim północną stroną ul. Lubicz do skrzyżowania z ul. Bosacką, następnie w kierunku północnym wschodnią stroną ul. Bosackiej do skrzyżowania z ul. Aleksandra Lubomirskiego, dalej na wschód południową stroną ul. Lubomirskiego do skrzyżowania z ul. Rakowicką i dalej na północ zachodnią stroną ul. Rakowickiej do przecięcia z kolejową obwodnicą towarową,
- z Dzielnicą III graniczy na odcinku – od skrzyżowania kolejowej obwodnicy towarowej z ul. Rakowicką w kierunku południowo-wschodnim, wschodnią stroną kolejowej obwodnicy towarowej do przecięcia z ul. Mogilską i dalej na północny wschód, północną stroną al. Jana Pawła II do przedłużenia zachodniej granicy działki nr 30/5 na której stoi budynek nr 115 – w tym miejscu przecina al. Jana Pawła II do zachodniego narożnika działki nr 30/5, dalej na południe zachodnią granicą działki nr 30/5 do obiektu Policji (działka nr 31/1), dalej na wschód wzdłuż ogrodzenia obiektu Policji do styku z działką 30/4, dalej na południowy wschód granicą pomiędzy działką nr 31/1 (obiekt Policji) a działkami nr 30/4 i 29/2. W punkcie styku granic pomiędzy działkami nr 31/1, 29/2 i 29 zmienia kierunek na północny i biegnie południowo-wschodnią granicą działki nr 29/2 do ul. Stefana Janusa, dalej południową stroną ul. Janusa do przedłużenia granic działek 23, 24, 27 i 28 w kierunku północnym i dalej w kierunku południowo-wschodnim granicą działek nr: 23, 24, 27 i 28, do południowego narożnika działki nr 28,
- z Dzielnicą XIV graniczy na odcinku – od południowego narożnika działki nr 28 w kierunku południowo-wschodnim granicą zachodnią Parku Lotników Polskich (granica pomiędzy obrębami Nr 16 i 52) do al. Pokoju, następnie w kierunku zachodnim północną stroną al. Pokoju do skrzyżowania z rzeką Białuchą, dalej na południe wschodnią stroną rzeki Białuchy do jej ujścia do rzeki Wisły.

## Galeria

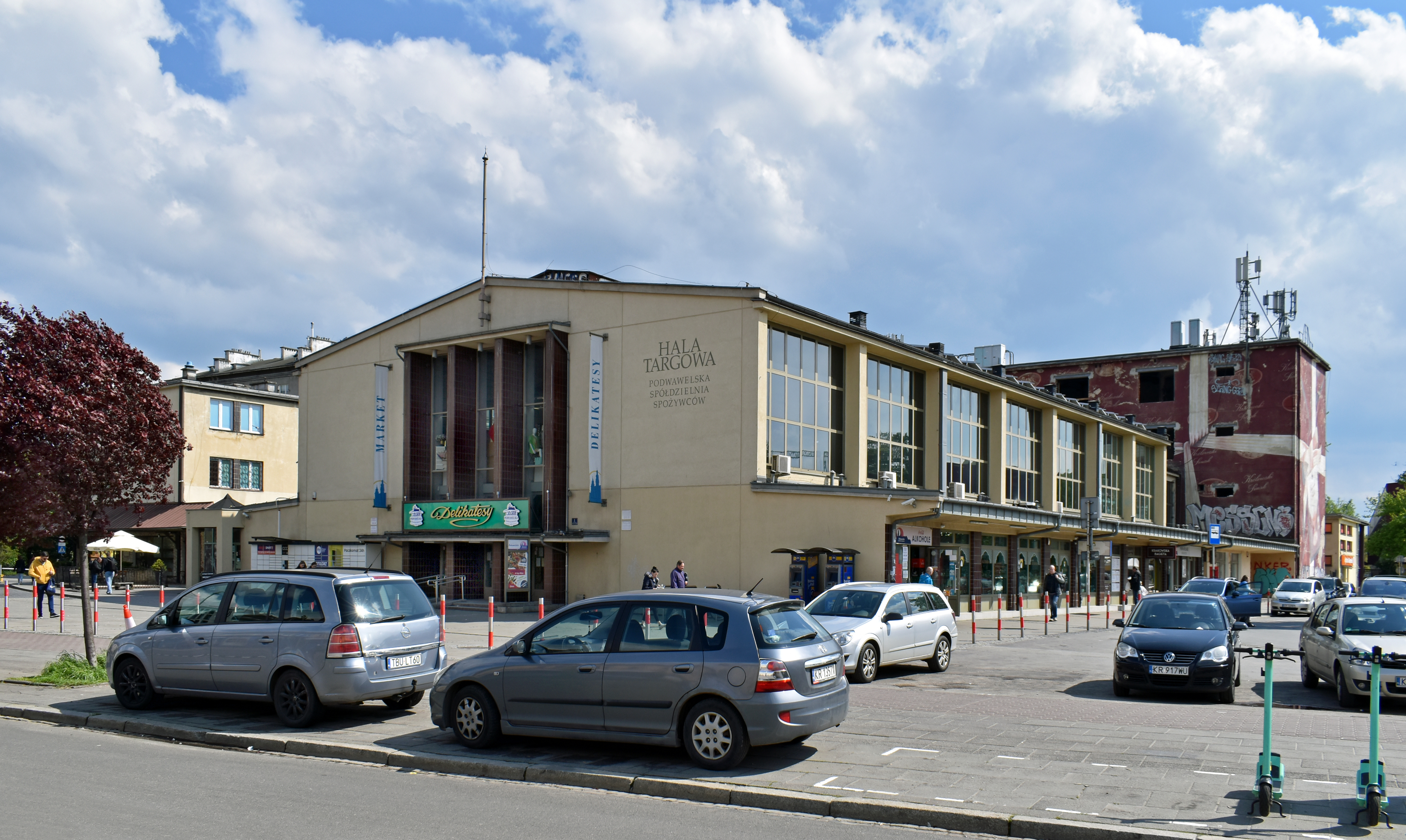
Hala Targowa
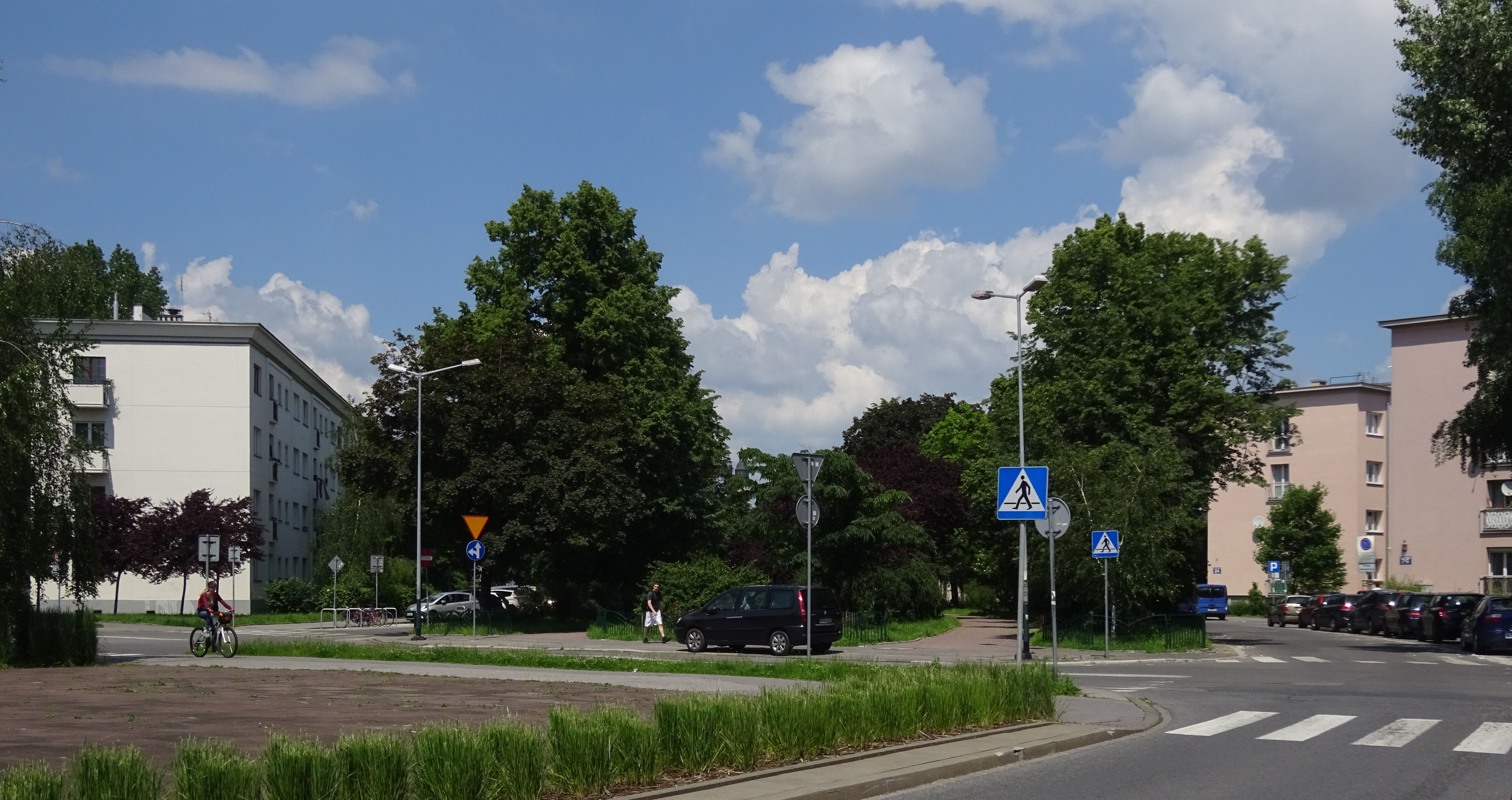
Aleja Daszyńskiego
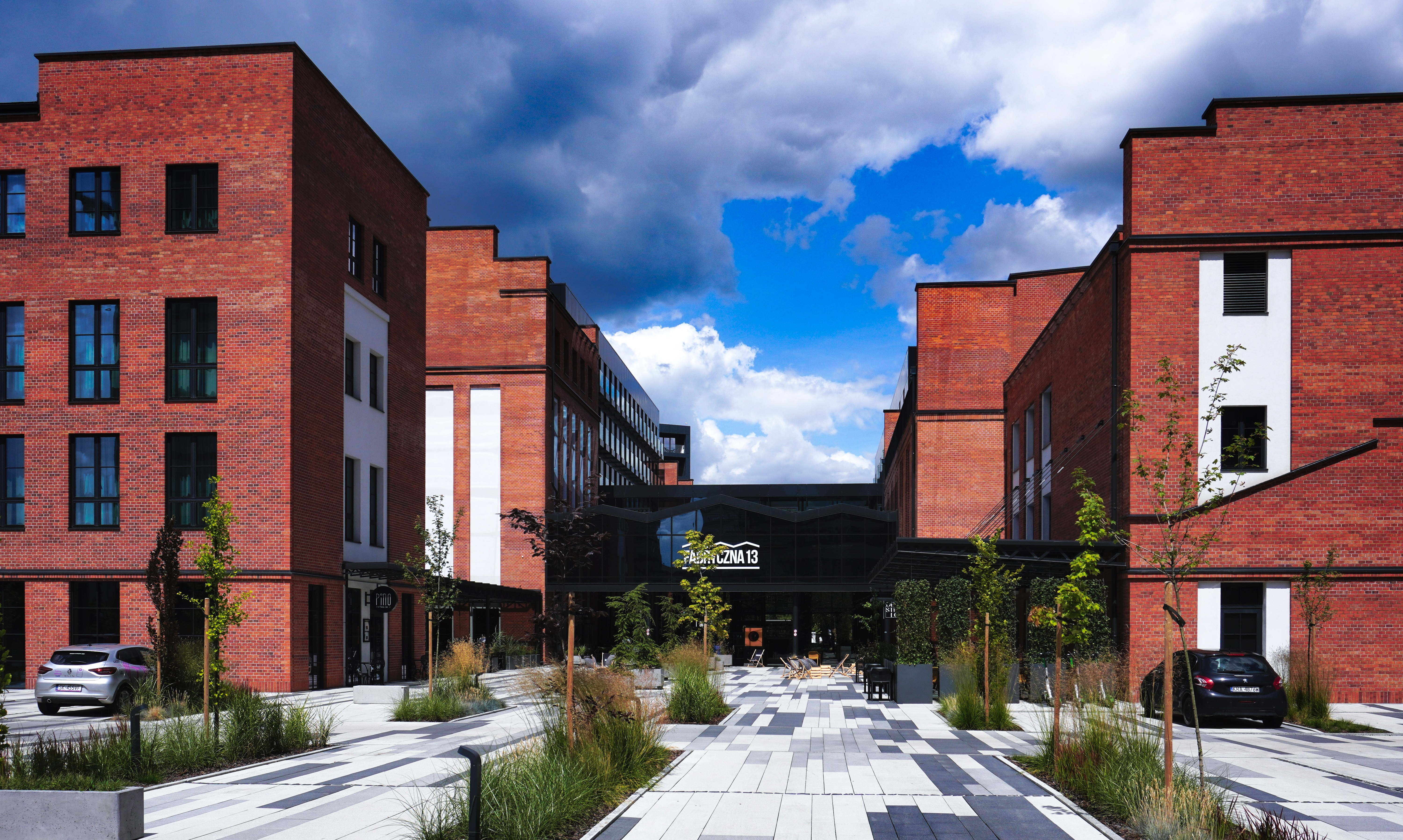
Fabryczna City – dawny kompleks fabryczny wytwórni wódek
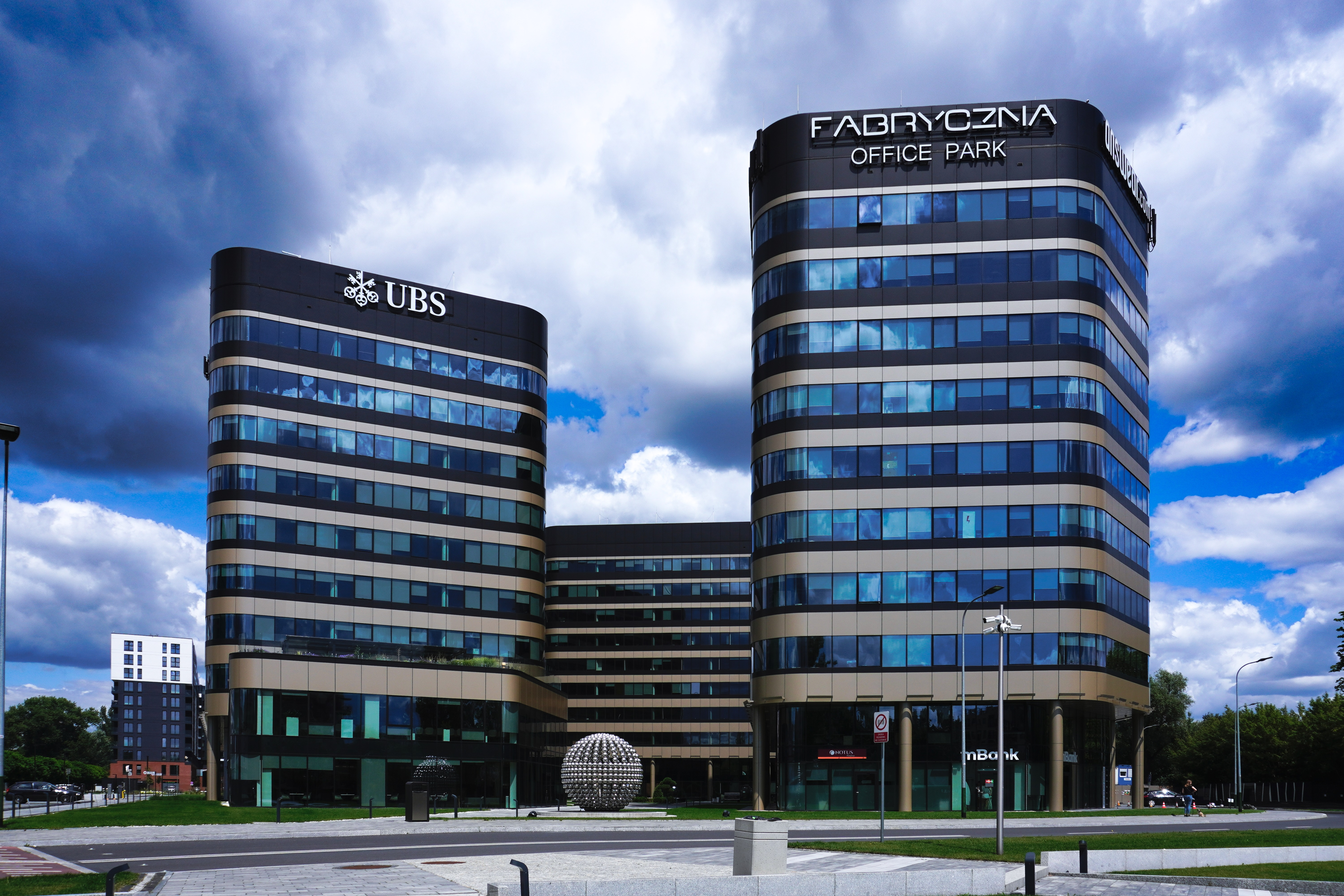
Fabryczna Office Park
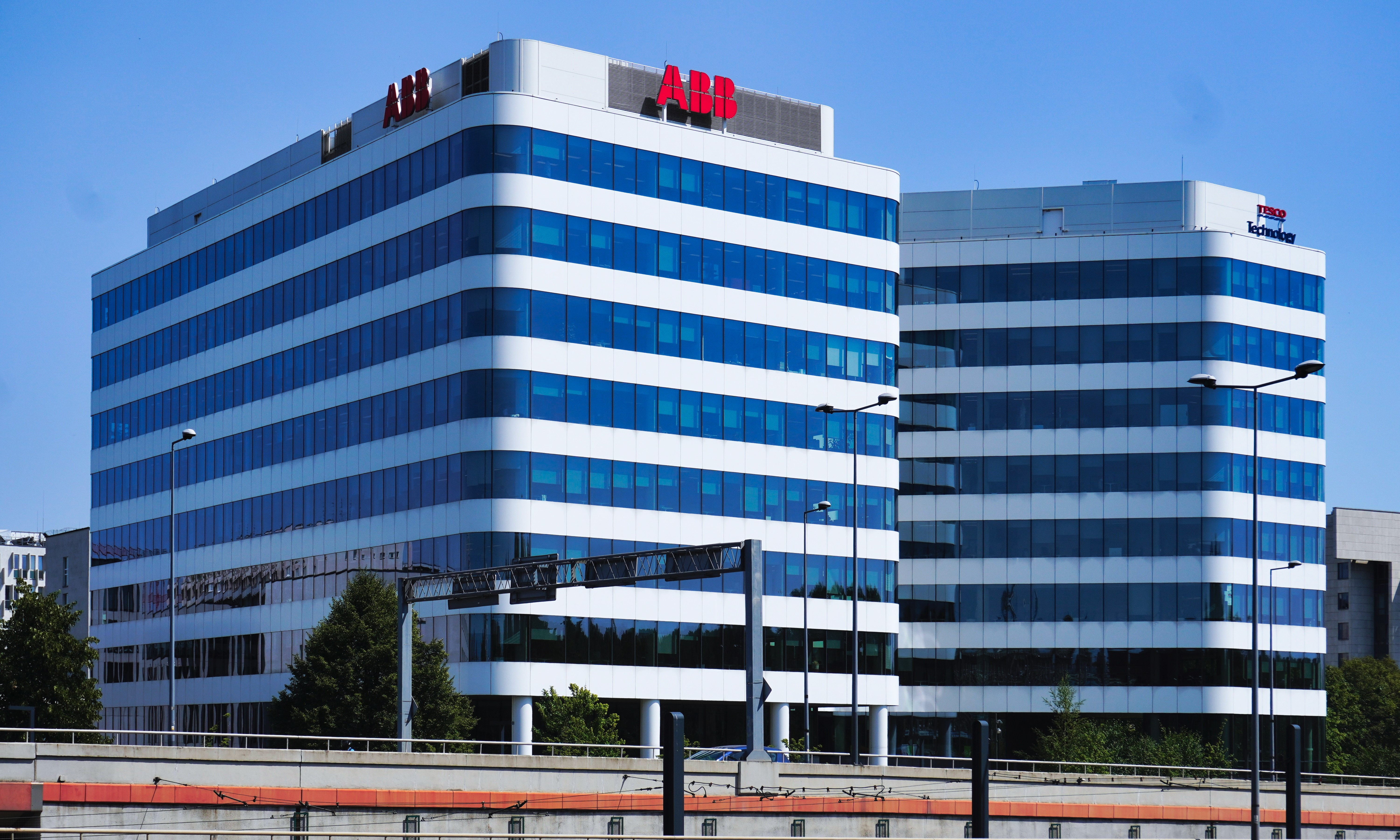
Biurowiec „Axis”
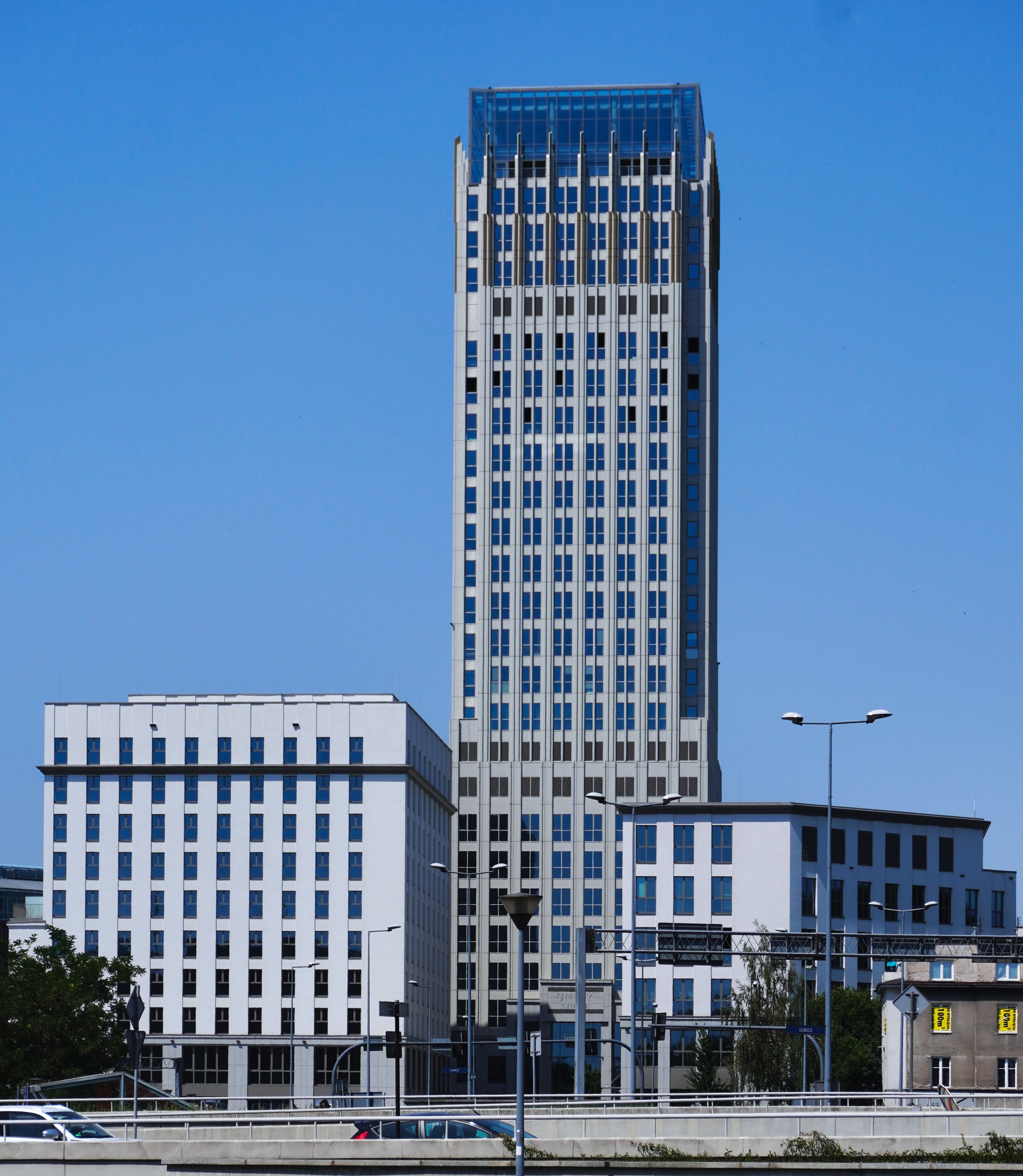
Unity Centre
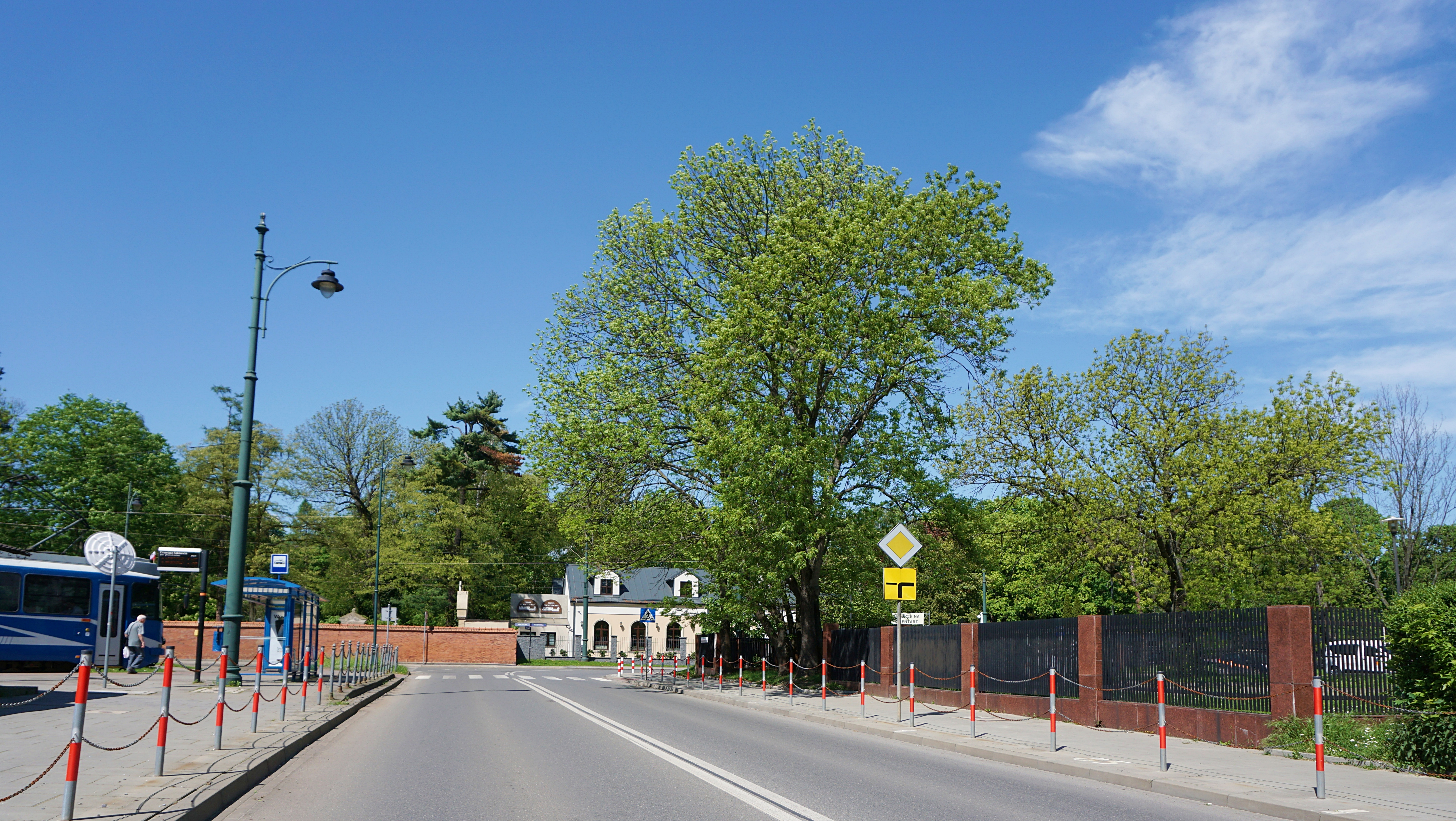
Po lewej pętla tramwajowa „Cmentarz Rakowicki”, w tle mury Cmentarza Rakowickiego
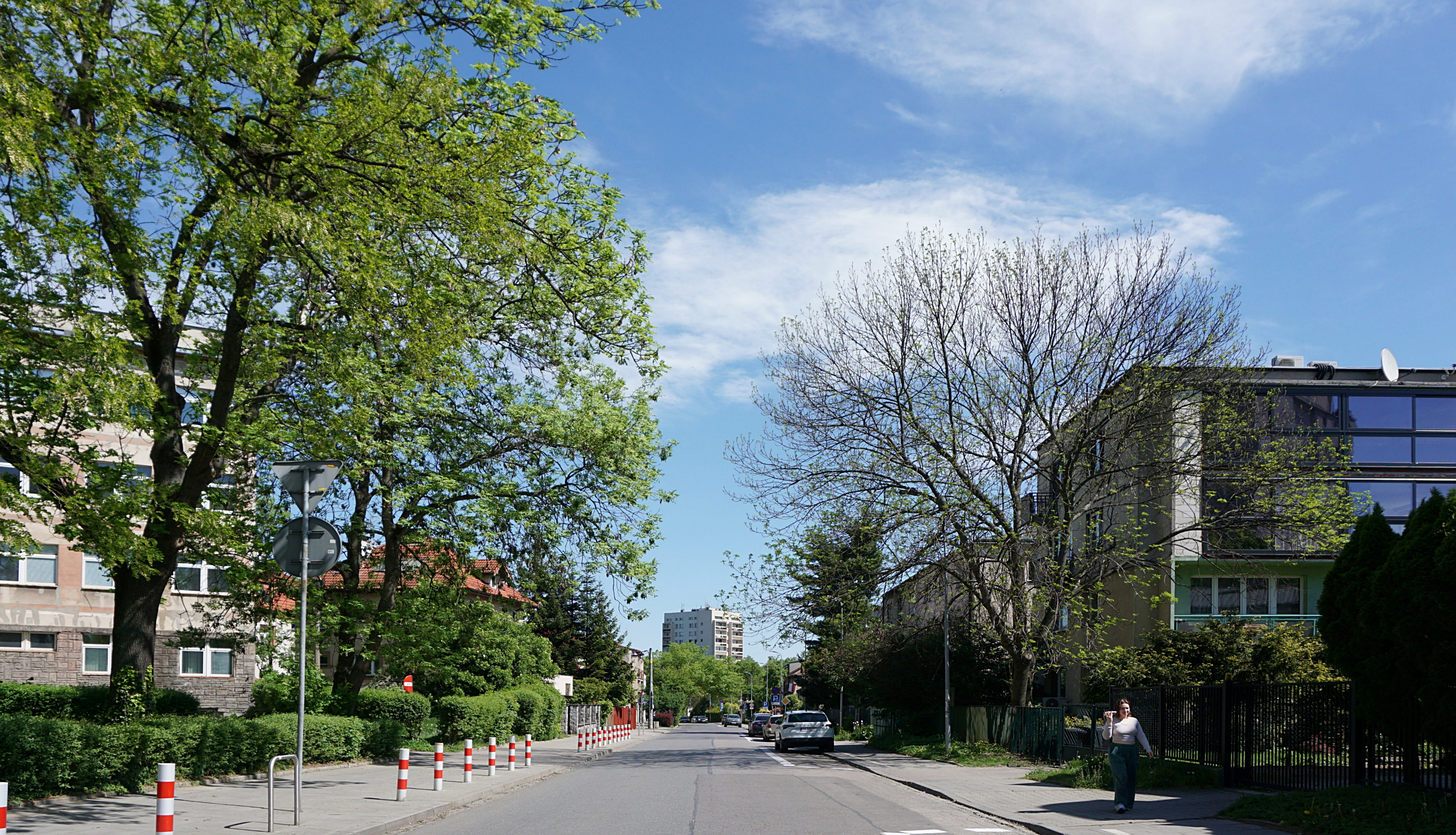
Ulica Bolesława Chrobrego